# Sports Car
"Sports Car" (estilizada "Sports car") é uma canção da cantora canadense Tate McRae, lançada em 24 de janeiro de 2025, pela RCA Records como o terceiro single de seu terceiro álbum de estúdio So Close to What (2025). McRae co-escreveu a canção com Julia Michaels e seus produtores Grant Boutin e Ryan Tedder.

## Antecedentes
McRae anunciou o lançamento de seu terceiro álbum de estúdio So Close to What em 14 de novembro de 2024. Uma versão anterior do álbum, incluindo uma demo de "Sports Car", vazou em 16 de janeiro de 2025. McRae anunciou "Sports Car" como o terceiro single do material em 20 de janeiro e compartilhou uma prévia do seu videoclipe, legendando-o como parte do que foi "esquecido" de vazar. A canção estreou na posição 21 na Billboard Hot 100 dos EUA, tornando-se sua terceira maior estreia no país, atrás apenas de "It's OK I'm OK" e "2 Hands", ambos singles do álbum.
Em uma entrevista, McRae revelou que "Sports Car" foi "uma música muito divertida de escrever" com a intenção de capturar a "adrenalina do amor, sexo e a excitação de tudo isso". Ela usou o termo "carro esportivo" como uma metáfora para o sentimento de amor e revelou que para o refrão sussurrante, eles usaram como referência a canção "Wait (The Whisper Song)" (2005) da dupla americana de hip hop Ying Yang Twins.

## Recepção crítica
"Sports Car" recebeu elogios dos críticos musicais. George Griffiths, do Official Charts Company, achava que "Sports Car" era uma "melodia pop gaguejante, influenciada pelo hip-hop", caracterizada por "melodias ofegantes", bem como um refrão "falado" proeminente e viciante. Griffiths comparou a música às faixas de In the Zone (2003), de Britney Spears. Da mesma forma, Aaron Williams, da Uproxx, achou que "Sports Car" lembrava "I'm a Slave 4 U" (2001) de Spears e "Buttons" (2006) das Pussycat Dolls e a chamou de continuação do seu single anterior "2 Hands" (2024). A revista Paper disse que "tem tudo o que um sucesso sensual precisa", referindo-se aos "sintetizadores de tom sombrio, gancho sussurrado e uma batida forte que é perfeita para a dedicação de McRae à coreografia moderna".

## Vídeo musical
O vídeo foi lançado juntamente com a música em 24 de janeiro de 2025 e foi dirigido por Bardia Zeinali, da Vogue. O vídeo mostra McRae posando em frente a um espelho, vestindo doze roupas, transformando-a de uma "paixão feminina" em uma "estrela pop". As roupas incluem uma variedade de estilos, incluindo "peças de arquivo" e "peças atuais prontas para vestir". No vídeo, uma figura sombria ativa um "peep show dos anos 1970" enquanto McRae entra na cabine do show e dança "sedutoramente" com várias mudanças de roupa. A cantora revelou que o espartilho com estampa de chita desenhado por Roberto Cavalli era seu figurino favorito do set.

## Faixas e formatos
- Download digital / streaming[10]

1. "Sports Car" — 2:45

- Pacote de streaming[11]

1. "Sports Car" — 2:45
2. "2 Hands" — 3:01
3. "It's OK I'm OK" — 2:36

## Créditos
Todo o processo de elaboração de "Sports Car" atribui os seguintes créditos:
Produção
- Tate McRae — vocais, composição, letras
- Ryan Tedder — composição, letras, produção, programação, produtor executivo, engenharia, teclados
- Grant Boutin — composição, letras, produção, programação, vocal de apoio, engenharia, teclados, guitarra
- Julia Michaels — composição, letras
- Rich Rich — engenharia
- Bryce Bordone — engenharia
- Dave Kutch — engenheiro de masterização
- Serban Ghenea — engenheiro de mixagem
- Chloe Weise Donovan — diretora de A&R
- Jaryn Valdry — diretora de A&R

## Desempenho nas tabelas musicais
| País — Tabela musical (2025)          | Melhor posição |
| ------------------------------------- | -------------- |
| Alemanha (Official German Charts)     | 33             |
| Austrália (ARIA)                      | 10             |
| Áustria (Ö3 Austria Top 40)           | 17             |
| Canadá (Canadian Hot 100)             | 9              |
| Chéquia (IFPI Česká Republika)        | 49             |
| Dinamarca (Tracklisten)               | 28             |
| Eslováquia (IFPI Slovenská Republika) | 46             |
| Estados Unidos (Billboard Hot 100)    | 21             |
| Estados Unidos (Adult Pop Songs)      | 32             |
| Estados Unidos (Pop Songs)            | 25             |
| Estónia (TopHit)                      | 71             |
| Finlândia (IFPI Finlândia)            | 35             |
| França (SNEP)                         | 117            |
| Global 200 (Billboard)                | 17             |
| Grécia (IFPI)                         | 11             |
| Irlanda (IRMA)                        | 5              |
| Japão (Billboard Japan)               | 13             |
| Letónia (LAIPA)                       | 10             |
| Lituânia (AGATA)                      | 52             |
| Lituânia (TopHit)                     | 4              |
| Noruega (VG-lista)                    | 18             |
| Nova Zelândia (RMNZ)                  | 9              |
| Países Baixos (Dutch Top 40)          | 33             |
| Países Baixos (MegaCharts)            | 28             |
| Polônia (ZPAV)                        | 68             |
| Reino Unido (Singles)                 | 8              |
| Singapura (RIAS)                      | 15             |
| Suécia (Sverigetopplistan)            | 50             |
| Suíça (Schweizer Hitparade)           | 26             |

## Histórico de lançamento
| Região         | Data                  | Formato                    | Versão   | Gravadora | Ref.                 |
| -------------- | --------------------- | -------------------------- | -------- | --------- | -------------------- |
| Várias         | 24 de janeiro de 2025 | Download digital streaming | Original | RCA       | [ 10 ] [ 42 ] [ 11 ] |
| Estados Unidos | 24 de janeiro de 2025 | Rádio mainstream           | Original | RCA       | [ 43 ]               |
| Itália         | 31 de janeiro de 2025 | Rádio airplay              | Original | Sony      | [ 44 ]               |